# مقاطعة إيفينغهام (إلينوي)
مقاطعة إيفينغهام (بالإنجليزية: Effingham County)‏ هي إحدى المقاطعات في ولاية إلينوي في الولايات المتحدة الأمريكية.

## أعلام
- أوين سكوت